# Перперикон
Перперикон је трачански град и древно светилиште. Налази се на 15 km од града Крџали у јужном делу Бугарске.

## Историја
Почетак историје Перперикона датиран је на више од 5 хиљада година пре Христа. Зачеци града вуку корене из камено-бакарног доба 5-6. миленијума пре нове ере и он је постојао до 1361. године‚ када су га након тешке опсаде освојили османски Турци. Периоди развоја Перперикона нису једнаки по значају. У камено-бакарно доба град је био светилиште‚ али без зграда‚ јер тадашњи људи нису имали сечива. Први својеврсни „златни век“ овај култни ценар доживео је у касно бронзано доба‚ односно од 15. до 11. века пре нове ере‚ када се претворио у највеће светилиште на Балканском полуострву.
Перперикон је достигао други врхунац развоја у римско доба‚ у 3-5. веку када је већ постао свети стеновити град са правим улицама‚ административним зградама и храмовима. Његов процват је везан и за добијање злата из рудника у непосредној близини. Од 12. до 14. столећа Перперикон је био епископско средиште и врло важан град за који су‚ према историјским сведочанствима‚ Византија и Бугарска у више наврата ратовале.
У њему је заступљено пет-шест историјских епоха са изузетно занимљивим споменицима. Постоје претпоставке да се ту налази Дионисијев храм, а познати археолог Николај Овчаров је открио систем олтара које су описали антички аутори. Пронађена је и најранија црква с краја 4. века везана за покрштавање Трачана у Родопима.
Започели су радови на изградњи посетилачког центра, рестауриран је источни зид средњовековне тврђаве, завршени су финални радови и у средњовековном обласном центру у подножју Перперикона где су некада постојале три цркве. Перперикон посети и до 1.200 туриста за један дан. Блага клима у Источним Родопима омогућава посету туриста од почетка марта до краја новембра.